# Киевский завод электротранспорта

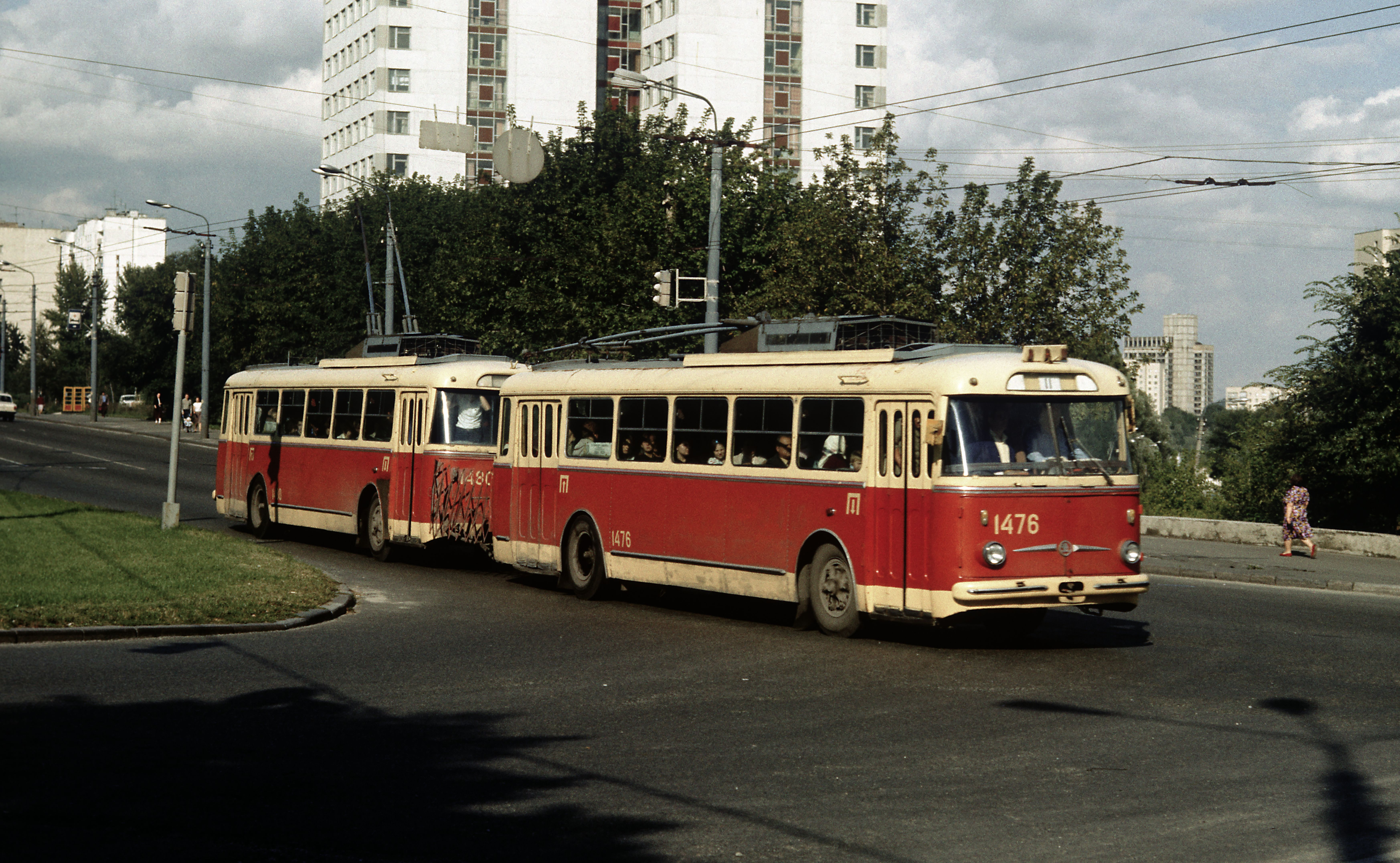
Поезд из двух троллейбусов Škoda 9Tr соединённых по системе Владимира Веклича выпускавшийся заводом в 1968—1983 годах

Киевский завод электротранспорта, КЗЭТ (укр. Київський завод електротранспорту, КЗЕТ) — бывший завод в Киеве, Украина. За время своего существования завод выпустил 9 серийных моделей троллейбусов (в том числе 2 модели грузовых) и 6 типов пассажирских трамваев. Изготовлял в небольших количествах специальные трамвайные вагоны (ремонтные, служебные, учебные) и производил ремонт троллейбусов, трамваев и вагонов метро. Незначительные объёмы ремонта продолжаются и сейчас. Завод на 88 % принадлежал ЗАО «Транссервис-Инвест».

## История
Основан в 1904 году. За 2 года Васильковский трамвайный парк, расположенный на южной окраине Киева, был преобразован в вагоноремонтные мастерские. Вначале производился только ремонт вагонов, но потом также начался из выпуск. В 1920-30 годы предприятие называлось «Завод имени Т. Домбаля» и выпускало двухосные моторные и прицепные вагоны, в предвоенные годы была также выпущена небольшая партия четырёхосных вагонов.
В 1928, 1958 и 1984 годах изготовлял вагоны для киевского фуникулёра.
После войны завод продолжал ремонт и выпуск трамвайных вагонов, также был освоен ремонт и выпуск троллейбусов. В частности, до 1968 года выпускались трамваи КТВ-55 и КТП-55 (моторные и прицепные), КТВ-55-2 и КТВ-57 (двусторонние), троллейбусы марки «Киев» (всего 6 моделей).
В 1963—1975 годах велись работы по проектированию вагонов монорельса, а также тягового привода к ним. Выпущено несколько опытных образцов (в пассажирской эксплуатации не находились).
В 1967 году на заводе была разработана рабочая документация и началось формирование троллейбусных поездов по проекту киевского изобретателя Владимира Веклича. Всего на конец 1989 года было переоборудовано 612 троллейбусов МТБ-82 и Škoda 9Tr для управления по системе многих единиц (СМЕ). Общий пробег этих троллейбусов в режиме поездов (из двух машин каждый) составил на конец 1989 года 551,2 млн километров.
В конце 1960-х годов Владимир Веклич успешно адаптировал свою систему к троллейбусам марки «Киев-2» и «Киев-4», а на киевском заводе электротранспорта было налажено производство комплектующих к его системе. Поезда из троллейбусов «Киев-4», соединённых между собой по системе Владимира Веклича эксплуатировались в Днепропетровске, Харькове и Одессе.
Однако в 1972 году, в связи с массовыми поставками отечественных и чешских трамваев и троллейбусов в города страны, производство пассажирских типов подвижного состава на КЗЭТе было прекращено. С 1972 года завод начал выпуск грузовых троллейбусов КТГ, которые получили распространение во многих городах СССР. Выпуск продолжался до 1991 года. В 1991-93 годах на заводе были изготовлены небольшие партии пассажирских троллейбусов «Киев-11», как в одиночном так и сочленённом вариантах. Однако, троллейбусы оказались очень низкого качества и буквально через несколько лет были сняты с эксплуатации. Все эти годы завод продолжал ремонт трамваев и троллейбусов, к заводу подходила трамвайная линия с улицы Боженко, однако после закрытия движения в 2001 году она была также демонтирована. С тех пор завод стал сворачивать объёмы производства и в 2005 году он был перенесён на территорию Подольского трамвайного депо. Старая территория была заброшена, в 2020 бывшие корпуса завода снесены, и территория отдана под застройку.
В 2005—2011 годах завод производил сочленённые вагоны К-3rN, а ныне осуществляет только капитальный ремонт вагонов Татра Т-3.

## Выпущенная продукция

### Троллейбусы (серийные)
- Киев (позднее «Киев-3»)
- Киев-2
- Киев-4
- Киев-5
- Киев-6
- Киев-11
- Киев-11У
- КТГ-1
- КТГ-2

### Троллейбусные поезда
- МТБ-82 (1967—1968)[5]
- Троллейбусные поезда Киев-2[16]
- Троллейбусные поезда Киев-4[16]
- Škoda 9Tr (1968—1983)[5]